# Réserve latente
La réserve latente est en comptabilité une réserve du capital propre dissimulé, c’est-à-dire la différence entre les fonds propres figurant au bilan et les fonds propres effectifs,.
Il existe deux sortes de réserves :
- Volontaires pour les provisions et les amortissements
- Involontaires en cas de fluctuation du marché.

## Article
(mars 2015).
Art 669.2 C.O. « Le C.A. peut à des fins de remplacement procéder à des amortissements, à des corrections de valeurs et à la constitution de provisions pour risques et charges supplémentaires, il peut également renoncer à dissoudre les provisions pour risques et charges devenues superflues. »
En Suisse, elle se légitime par le principe de précaution.